# Hylesia terrosex
Hylesia terrosex är en fjärilsart som beskrevs av Paul Dognin 1916. Hylesia terrosex ingår i släktet Hylesia och familjen påfågelsspinnare. Inga underarter finns listade i Catalogue of Life.